# Антофілоая
Антофілоая (рум. Antofiloaia) — село у повіті Прахова в Румунії. Входить до складу комуни Рифов.
Село розташоване на відстані 47 км на північ від Бухареста, 12 км на південний схід від Плоєшті, 97 км на південний схід від Брашова.

## Населення
За даними перепису населення 2002 року у селі проживали 90 осіб, усі — румуни. Усі жителі села рідною мовою назвали румунську.